# Мирослав Мики Ђорђевић
Мирослав Мики Ђорђевић (Ваљево, 12. март 1954. — Београд, 17. октобар 1992.) био је српски сликар.  

## Биографија
Мирослав Мики Ђорђевић је завршио Академију ликовних уметности у Београду 1980. године у класи професора Стојана Ћелића. Био је члан УЛУС-а.
Самостално је излагао у Београду, Обреновцу, Крагујевцу, Чачку, Нишу, Мостару, Загребу, Сомбору и Бриселу. За своје сликарство добио је 1988. награду “Бели Анђео” сликарске колоније у Милешеви.